# Choa
Pour les articles ayant des titres homophones, voir Choix et Shoah.
« Selalé (awraja) » redirige ici. Pour le cheval, voir Selale.
Le Choa (ge'ez : ሸዋ (Shäwa), parfois écrit selon la graphie anglophone Shewa, Scioa en italien) est une province historique de l'Éthiopie où se situe l'actuelle capitale du pays, Addis-Abeba. Depuis 1991, elle est divisée entre la région d'Oromia, la région Amhara, la région des nations, nationalités et peuples du Sud et la région d'Addis-Abeba.

## Une région emblématique
Le Choa est une région montagneuse, composée de hauts plateaux, qui forme aujourd'hui le cœur de l'Éthiopie, mais elle en a été pendant longtemps sa partie la plus méridionale. Séparée des régions septentrionales (Godjam, Wello) par une zone de basses terres, le Choa forme une région de hauts plateaux aisément défendables et put échapper ainsi aux périodes de désordres, ou aux tentatives d'assauts venus de l'est, comme au XVIe siècle avec Ahmed Grañ. Il s'y développa donc dans l'exercice du pouvoir politique, un certain goût pour l'autonomie vis-à-vis des provinces du nord, traditionnellement détentrices d'un pouvoir supérieur, car sièges de l'autorité impériale depuis les périodes aksoumite et médiévale.
Les villes de Debre Berhan, Antsokia, Ankober, Entoto, puis Addis-Abeba ont été tour à tour capitale de la province. La majeure partie du nord du Choa, comprenant les districts de Menz, Tégoulet, Yefat, Menjar, Bulga, est peuplée d'Amharas chrétiens, tandis que les parties méridionale et orientale sont largement peuplées d'Oromos.

## Une province ancienne
Le Choa apparaît pour la première fois dans les sources historiques en tant qu'État musulman, fondé, selon G.W.B. Huntingford, en 896, avec pour capitale Walalah[Où ?]. Cet État fut absorbé par le sultanat d'Ifat aux alentours de 1285.
Au XVIe siècle, le Choa fut ravagé et séparé du reste de l'Éthiopie par les armées d'Ahmed Grañ. La région fut ainsi exposée aux migrations de populations oromo venues du sud, qui s'installèrent dans les aires dépeuplées durant les premières décennies du XVIIe siècle. Les destructions et le dépeuplement durable qui s'ensuivit expliquent en grande partie la raréfaction des sources concernant le Choa jusqu'aux années 1800. Cependant, le Negusse Negest Dawit II et certains de ses fils utilisèrent la province comme un refuge en cas de menaces extérieures.
La famille régnante du Choa fut fondée à la fin du XVIIe siècle par Negassie, qui consolida son contrôle de la région de Yefat. Son fils, Sebestyanos, prit le titre de meridazmach (Général de l'armée de réserve), créé spécialement pour le souverain du Choa. Ses descendants continuèrent de porter ce titre jusqu'à ce que Sahle Selassié fut déclaré négus (roi) en 1813. Le petit-fils de ce dernier, Sahlé Maryam, devint, à la mort de Yohannès IV, empereur d'Éthiopie, sous le nom de Ménélik II. Ainsi, le titre de Negus du Choa fut adjoint à celui de Roi des Rois d'Éthiopie quand il devint empereur.
Le fameux monastère de Debré Libanos, fondé par saint Takla Haymanot, se trouve dans le district de Selalé, dans le nord du Choa.

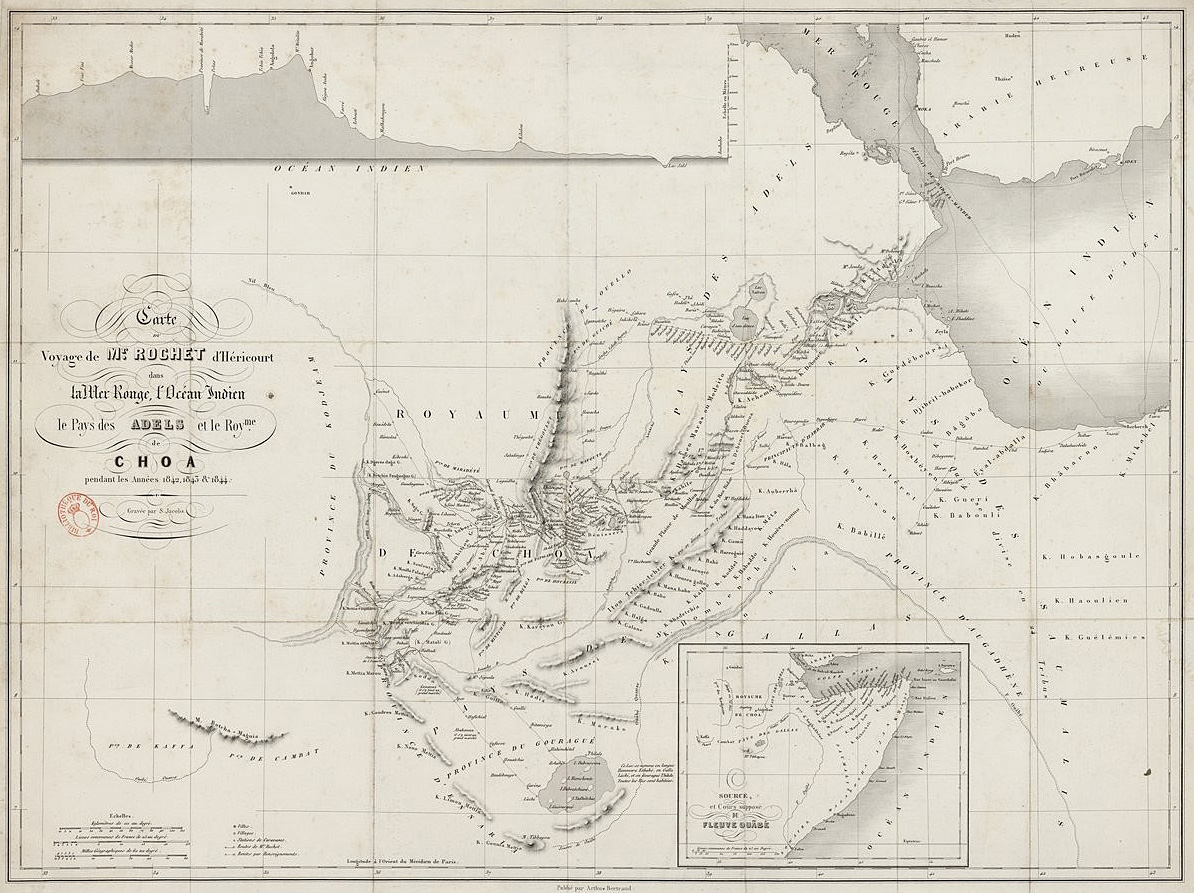
Le royaume du Choa au milieu du XIXe siècle. Carte de Charles-Xavier Rochet d'Héricourt. BNF.

Subdivision ancienne de l'Abyssinie historique, le Choa a été gouverné par un meridazmatch jusqu'en 1813, date à laquelle il prit le titre de négus, affirmant ainsi l'importance de sa province face au Tigré voisin. À la fin du XIXe siècle, sous Ménélik II, le Choa devint le siège de la nouvelle capitale, Addis-Abeba, ce qui contribua à renforcer son poids sur un pays en expansion.
En effet, depuis les conquêtes de Ménélik II, jusqu'à l'annexion de l'Érythrée par Hailé Sélassié Ier en 1962, l'empire d'Éthiopie ne cessa de s'agrandir. Reliée à Djibouti, donc à la mer, grâce à une voie de chemin de fer établie par une compagnie franco-éthiopienne entre 1898 et 1917, la province fut particulièrement aménagée en termes d'infrastructures modernes de communication : routes, aéroports.
Le dejazmach Tafari Makonnen, futur empereur Haïlé Sélassié Ier, a été le gouverneur de l'awraja Selalé (au nord-ouest d'Addis-Abeba) de 1906 à 1907 sans toutefois y résider. Il raconte avoir fait rénover l'église du monastère de Debra Libanos.

## Awrajas
La province du Choa était divisée en onze awrajas.
| Awraja               | Capitale administrative | Répartition dans les zones actuelles                      |
| -------------------- | ----------------------- | --------------------------------------------------------- |
| Cheba et Gurage      | Guiyon                  | - Debub Mirab Shewa - Gurage - Silt'e                     |
| Haykoch et Boutajira | Ziway                   | - Gurage - Misraq Shewa - Mirab Arsi                      |
| Jebat et Mecha       | Ambo                    | - Mirab Shewa                                             |
| Kembata et Hadiya    | Hosaena                 | - Hadiya - Halaba - Kembata - woreda spécial Tembaro      |
| Menagesha            | Addis-Abeba             | - Addis-Abeba - Oromia-Finfinnee                          |
| Menz et Gishé        | Mehal Meda (en)         | - Semien Shewa (Amhara)                                   |
| Merhabété            | Alem Ketema (en)        | - Semien Shewa (Amhara) - Semien Shewa (Oromia)           |
| Selalé               | Fitche                  | - Semien Shewa (Oromia)                                   |
| Tegoulet et Boulga   | Debre Berhan            | - Semien Shewa (Amhara)                                   |
| Yerer et Kereyu      | Nazret                  | - Misraq Shewa                                            |
| Yifat et Timuga      | Efeson                  | - zone Oromia de la région Amhara - Semien Shewa (Amhara) |